# Cadreita
Cadreita est une ville et une municipalité de la communauté forale de Navarre (Espagne).
Elle est située dans la zone non bascophone de la province et à 75,5 km de sa capitale, Pampelune. Le castillan est la seule langue officielle alors que le basque n’a pas de statut officiel.

## Localités limitrophes
Villafranca au nord, Valtierra à l'est, Milagro à l'ouest et avec Alfaro (La Rioja) au sud.

## Démographie
| Évolution démographique | Évolution démographique | Évolution démographique | Évolution démographique | Évolution démographique | Évolution démographique | Évolution démographique | Évolution démographique | Évolution démographique | Évolution démographique |
| 1900                    | 1910                    | 1920                    | 1930                    | 1940                    | 1950                    | 1960                    | 1970                    | 1981                    | 1991                    |
| ----------------------- | ----------------------- | ----------------------- | ----------------------- | ----------------------- | ----------------------- | ----------------------- | ----------------------- | ----------------------- | ----------------------- |
| 690                     | 800                     | 1090                    | 1305                    | 1410                    | 1680                    | 1750                    | 1881                    | 1784                    | -                       |
|                         |                         |                         |                         |                         |                         |                         |                         |                         |                         |

| Évolution démographique                                  | Évolution démographique | Évolution démographique | Évolution démographique | Évolution démographique | Évolution démographique | Évolution démographique | Évolution démographique | Évolution démographique | Évolution démographique | Évolution démographique |
| 1996                                                     | 1998                    | 1999                    | 2000                    | 2001                    | 2002                    | 2003                    | 2004                    | 2005                    | 2006                    | 2007                    |
| -------------------------------------------------------- | ----------------------- | ----------------------- | ----------------------- | ----------------------- | ----------------------- | ----------------------- | ----------------------- | ----------------------- | ----------------------- | ----------------------- |
| 1 873                                                    | 1 869                   | 1 869                   | 1 855                   | 1 966                   | 2 074                   | 2 117                   | 2 150                   | 2 132                   | 2 098                   | 2 052                   |
| Sources: Cadreita et instituto de estadística de navarra |                         |                         |                         |                         |                         |                         |                         |                         |                         |                         |